# Damion Downs
Damion Lamar Downs (Werneck, 6 de julio de 2004), conocido como Damion Downs, es un futbolista alemán, nacionalizado estadounidense, que juega en la demarcación de delantero en el Southampton F. C. de la EFL Championship.

## Trayectoria
Downs nació en Alemania, de padre estadounidense y madre alemana. Cuando tenía un año, él y su familia se trasladaron a Estados Unidos, donde se crio en Texas durante gran parte de su infancia, jugó al fútbol americano y adoptó el inglés como primera lengua. No jugó al fútbol hasta los nueve años, cuando regresó a Alemania.

### F. C. Colonia
Downs es un canterano del 1. FC Schweinfurt 05 y del FC Ingolstadt. El 28 de septiembre de 2020 ingresó en la cantera del F. C. Colonia. Fue ascendido al 1. F. C. Colonia II en 2023, y firmó su primer contrato profesional con el club el 2 de mayo de 2023 hasta 2026.El 23 de septiembre de 2023, debutó con el equipo sénior del Colonia como suplente de última hora en una derrota por 2-1 en la 1. Bundesliga ante el Werder Bremen.
Downs marcó el primer gol de su carrera en la Bundesliga el 9 de marzo de 2024 contra el Borussia Mönchengladbach.El 11 de mayo de 2024 marcó el gol de la victoria en el tiempo añadido contra el Union Berlin. Terminó la temporada con dos goles en la Bundesliga en solo 173 minutos jugados, recibiendo pocas oportunidades en el descenso de su club.
En la temporada 2024-25 del F. C. Colonia de la 2. Bundesliga, ayudó al Colonia a conquistar el título de liga y el ascenso automático a la Bundesliga. Marcó 11 goles y dio seis asistencias en 1.964 minutos jugados en todas las competiciones, incluyendo un gol y una asistencia contra el Bayer Leverkusen en los cuartos de final de la Copa de Alemania 2024-25. Terminó la temporada empatado en el liderato de goleadores de su club.
El 9 de julio de 2025 fichó por el Southampton F. C. y firmó por cuatro años.

## Selección nacional
Downs tiene doble nacionalidad: nació en Alemania, de padre estadounidense y madre alemana, y se crío en ambos países.En abril de 2022, fue convocado para una concentración de la selección sub-20 de los Estados Unidos en Carson, California.En mayo de 2022, fue incluido en la lista provisional de la selección sub-20 de Estados Unidos para el Campeonato Sub-20 de la Concacaf de 2022, pero no formó parte de la selección definitiva. En septiembre de 2022, fue incluido en la lista provisional de la selección sub-19 de Alemania para el Campeonato de Europa Sub-19 de la UEFA 2023, pero no formó parte de la lista definitiva.
Downs fue convocado para una concentración en junio de 2024 con la selección sub-23 de Estados Unidos en Kansas City, Kansas, antes de los Juegos Olímpicos de Verano de 2024, pero no formó parte de la selección olímpica definitiva.Fue convocado con la selección sub-20 de Alemania para disputar sendos amistosos en septiembre, octubre y noviembre de 2024.
El 22 de mayo de 2025, fue convocado por el seleccionador nacional de Estados Unidos, el argentino Mauricio Pochettino, para una concentración en Chicago previa a los partidos contra Turquía y Suiza. El 5 de junio de 2025, Downs fue incluido en la lista definitiva de la USMNT para la Copa de Oro de la Concacaf 2025, en la que defenderá permanentemente los colores de Estados Unidos.

### Participaciones en Copas de Oro
| Mundial                         | Sede                    | Resultado  |
| ------------------------------- | ----------------------- | ---------- |
| Copa de Oro de la Concacaf 2025 | Estados Unidos · Canadá | Subcampeón |

## Clubes
| Club                | País       | Año           |
| ------------------- | ---------- | ------------- |
| 1. F. C. Colonia II | Alemania   | 2023-2024     |
| F. C. Colonia       | Alemania   | 2024-2025     |
| Southampton F. C.   | Inglaterra | 2025-presente |